# Sommerwagen
Als Sommerwagen wird ein Straßenbahn- oder Eisenbahn-Personenwagen bezeichnet, der nur saisonal und bei guter Witterung eingesetzt wird, seitlich offen ist oder nur mit Planen oder Vorhängen abgedeckt wird. Meist handelt es sich um Beiwagen, seltener um Triebwagen. Entsprechend spricht man auch von einem Sommerbeiwagen beziehungsweise einem Sommertriebwagen. In anderer Ausführung fehlen bei Sommerwagen nur die üblichen Glasscheiben, konstruktiv entsprechen diese Fahrzeuge regulären geschlossenen Wagen. Außerdem gab es sogenannte Wechselwagen beziehungsweise Verwandlungswagen, die im Frühjahr und im Herbst umgebaut wurden – zum Beispiel die Convertiblen Cars der Großen Berliner Straßenbahn. Auch offene Omnibusse werden mitunter als Sommerwagen bezeichnet. Analog zum Sommerwagen wurden konventionelle geschlossene Wagen früher manchmal Winterwagen genannt, wenngleich diese Bezeichnung nicht so weit verbreitet war. Bei der Straßenbahn Hamm wiederum waren die Sommerwagen als Abessinienwagen bekannt, im englischen Sprachraum heißen sie in Anlehnung an die Brotschlitze eines Toasters umgangssprachlich toastrack.
Dem Sommerwagen sehr ähnlich sind sogenannte Decksitzwagen, das heißt Doppelstockwagen mit offenem Oberdeck. Eine weitere Variante sind nur partiell offene einstöckige Wagen. Letztere werden im englischen Sprachraum California Combination genannt, bekanntestes Beispiel sind die San Francisco Cable Cars. In beiden Fällen handelt es sich aber um Ganzjahreswagen.

## Straßen-, Lokal- und Kleinbahnen

### Nutzung aus wirtschaftlichen Gründen

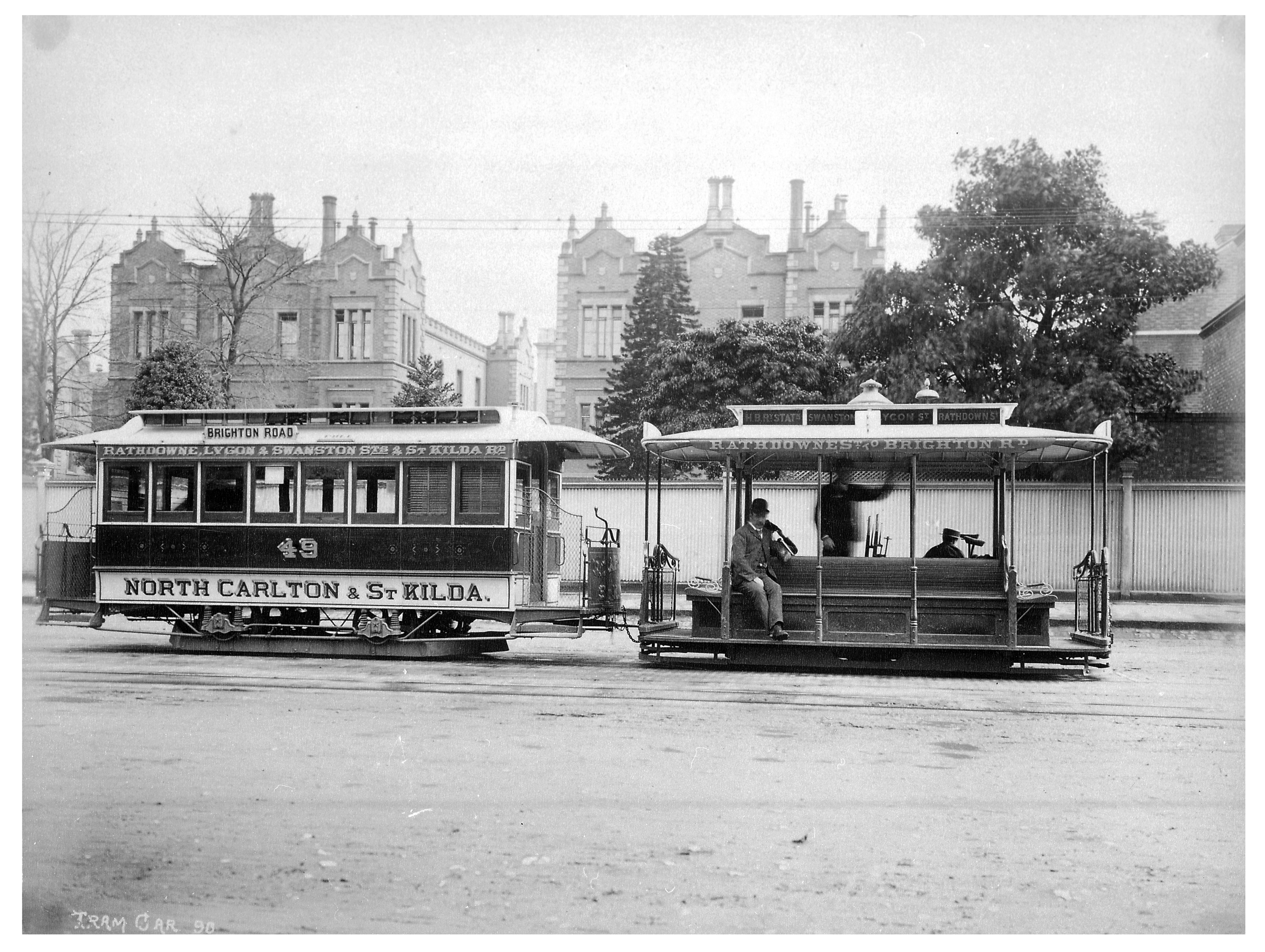
Melbourne: Sommerwagen als Zugfahrzeug einer Kabelstraßenbahn, der geschlossene Beiwagen links ist hingegen nicht mit dem Zugseil verbunden

Mit Rollläden verschließbarer Sommerbeiwagen der BESTAG

Bei Straßenbahnen waren Sommerwagen um 1900 weit verbreitet, damals wurden diese vielfach noch als Pferdebahn oder Dampfstraßenbahn betrieben. Ebenso konnte man sie auch bei vielen Sekundär- und Lokalbahnen sowie Kleinbahnen mit geringen Fahrgeschwindigkeiten und kurzen Fahrstrecken antreffen. Seinerzeit waren im Sommer wesentlich mehr Fahrgäste zu befördern als in den Wintermonaten. Typischerweise besaßen Sommerwagen bereits früh Quersitzbänke statt der damals weitgehend üblichen Längssitzbänke. Die Bänke erstreckten sich über die ganze Wagenbreite, ein Mittelgang wie bei Großraumwagen üblich fehlte. Eingestiegen wurde, ähnlich wie bei den ersten Abteilwagen, über lange Trittbretter die über die gesamte Wagenlänge montiert waren. Somit konnte auch auf Einstiegsplattformen verzichtet werden.
Von Vorteil war dabei, neben der besseren Frischluftzufuhr für die Fahrgäste, die geringeren Herstellungskosten sowie das kleinere Gewicht eines Sommerwagens. Letzterer Aspekt spielte insbesondere bei den Pferdebahnen eine große Rolle. Außerdem boten Sommerwagen aufgrund ihrer Bauweise mehr Sitzplätze als ein konventioneller Straßenbahnwagen. Im Gegenzug standen, nicht zuletzt aus Sicherheitsgründen, meist keine oder nur sehr wenige Stehplätze zur Verfügung.
Etwa um den Ersten Weltkrieg herum schieden die meisten Sommerwagen wieder aus dem Betrieb, viele wurden zu regulären geschlossenen Wagen umgebaut. Die immer leistungsfähigeren elektrischen Motoren ließen die Gewichtsproblematik in den Hintergrund treten, zudem machten die zunehmenden Fahrgeschwindigkeiten offene Wagen zu einem Sicherheitsrisiko. Vereinzelt verkehrten die Sommerwagen aber auch noch länger. Bei den Basler Verkehrs-Betrieben etwa schieden die letzten – dort Sommerträmli genannten Wagen – erst 1950 aus dem Planbetrieb.

### Nutzung aus touristischen Gründen
Heute sind Straßenbahn-Sommerwagen nur noch im Bestand von Straßenbahnmuseen und bei bestimmten Betrieben, die historisches Wagenmaterial einsetzen, anzutreffen. Beispiele hierfür sind die Straßenbahn Sintra, die Douglas Bay Horse Tramway, die Manx Electric Railway, die Straßenbahn Blackpool, die Tramvia de Sóller oder die Spiekerooger Inselbahn. Auch die Pöstlingbergbahn und die Straßenbahn Gmunden besitzen noch je einen betriebsfähigen Sommertriebwagen. In der Regel handelt es sich dabei um historische Originale.
Eine Ausnahme ist hingegen die Straßenbahn Arad in Rumänien. Sie setzt im Sommer einen vierachsigen Sommertriebwagen ein, der in den 1990er Jahren in eigener Werkstatt aus einer älteren Güterstraßenbahn entstand. Eine weitere Besonderheit sind die offenen Bereisungswagen der U-Bahn Berlin, mit diesen als U-Bahn-Cabrio bezeichneten Fahrzeugen werden Tunnel-Rundfahrten in der nächtlichen Betriebspause angeboten.
Galerie Sommertriebwagen

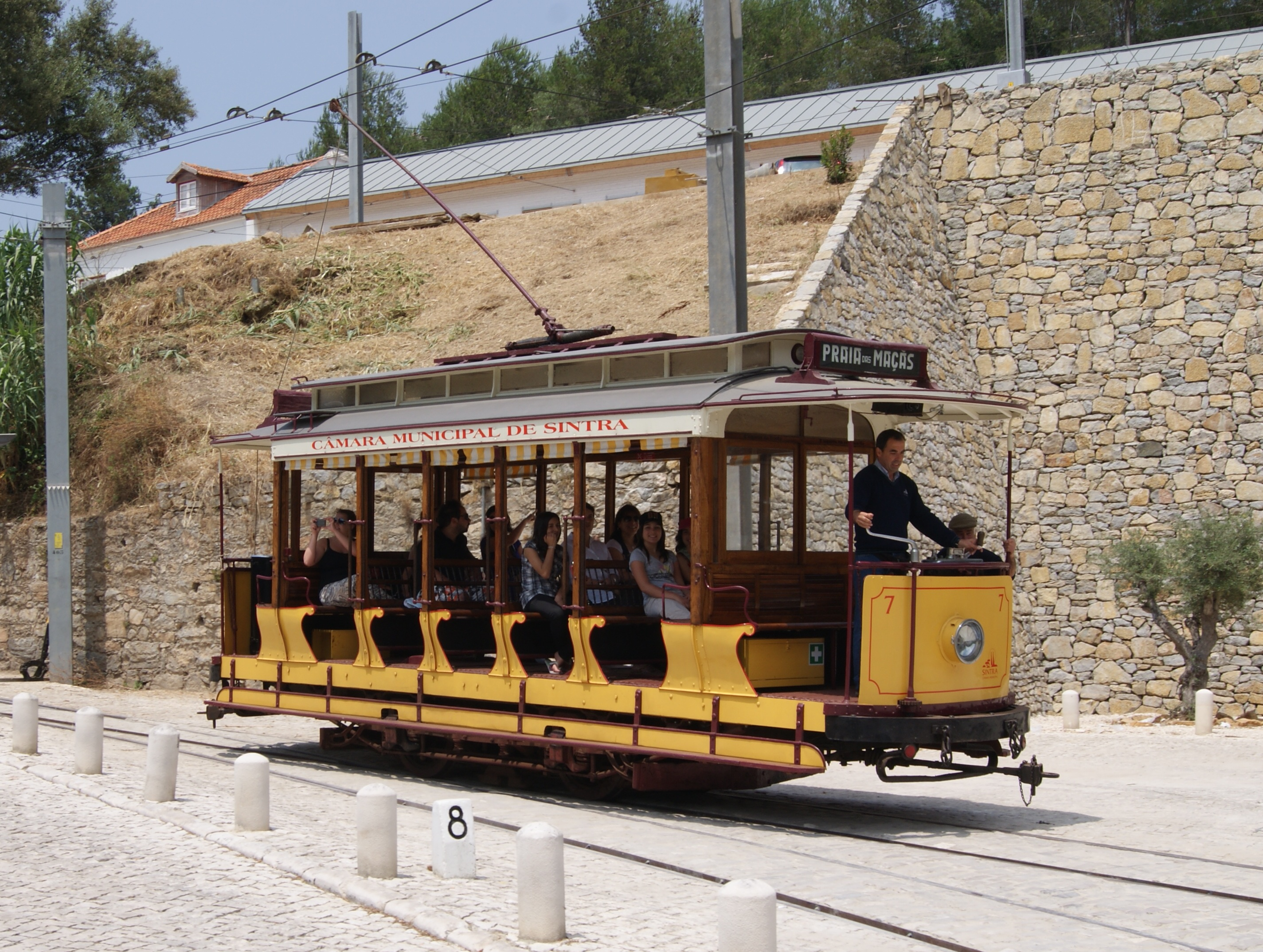
Zweiachser in Sintra
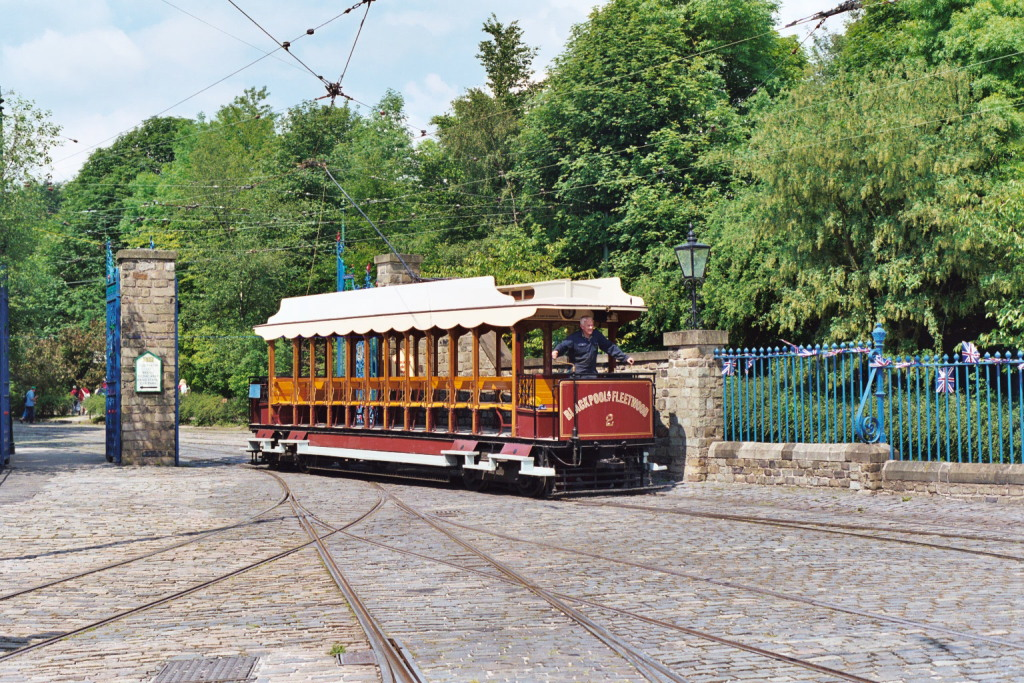
Vierachser in Blackpool
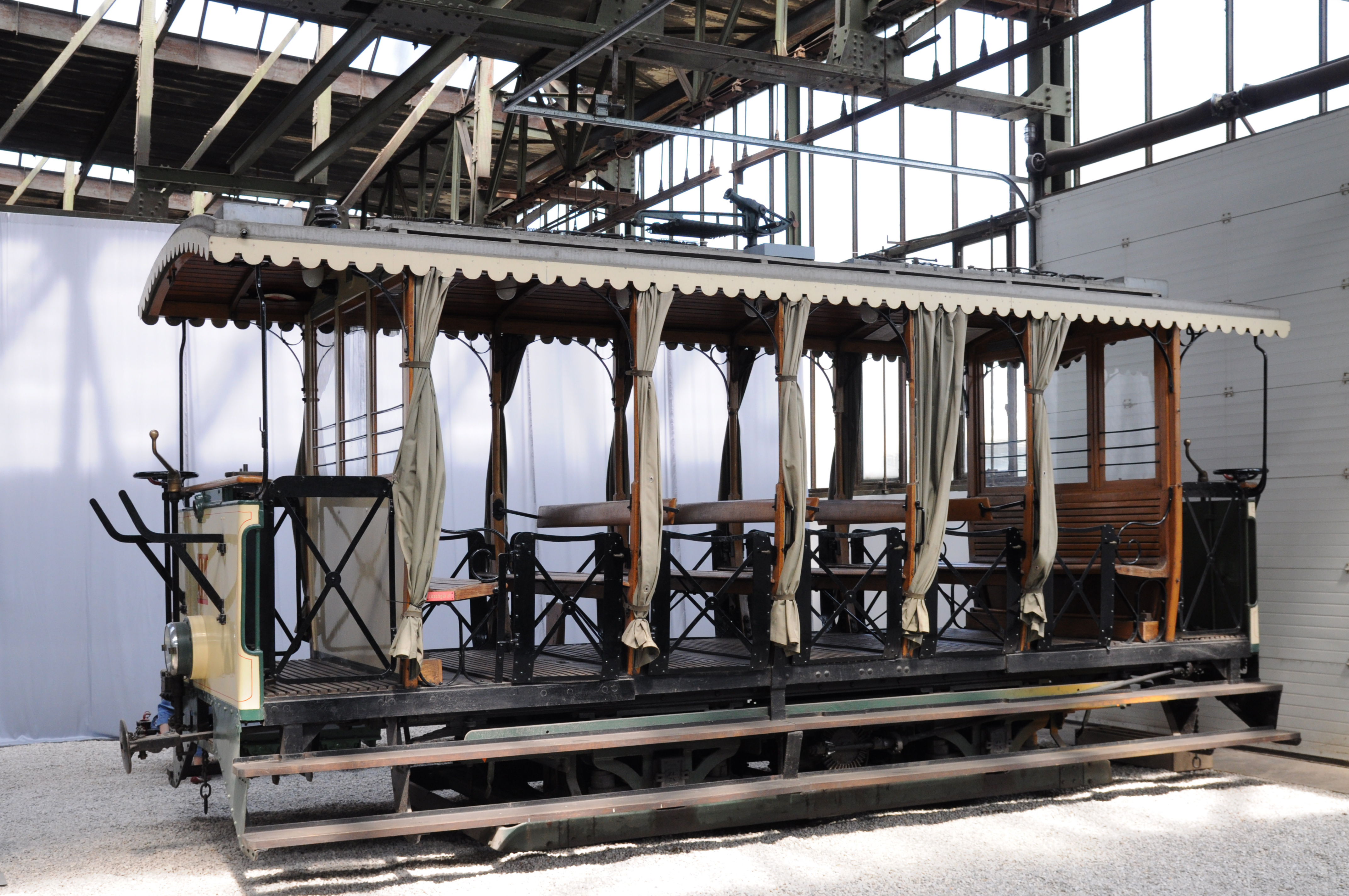
Triebwagen II der Pöstlingbergbahn Linz (1898)
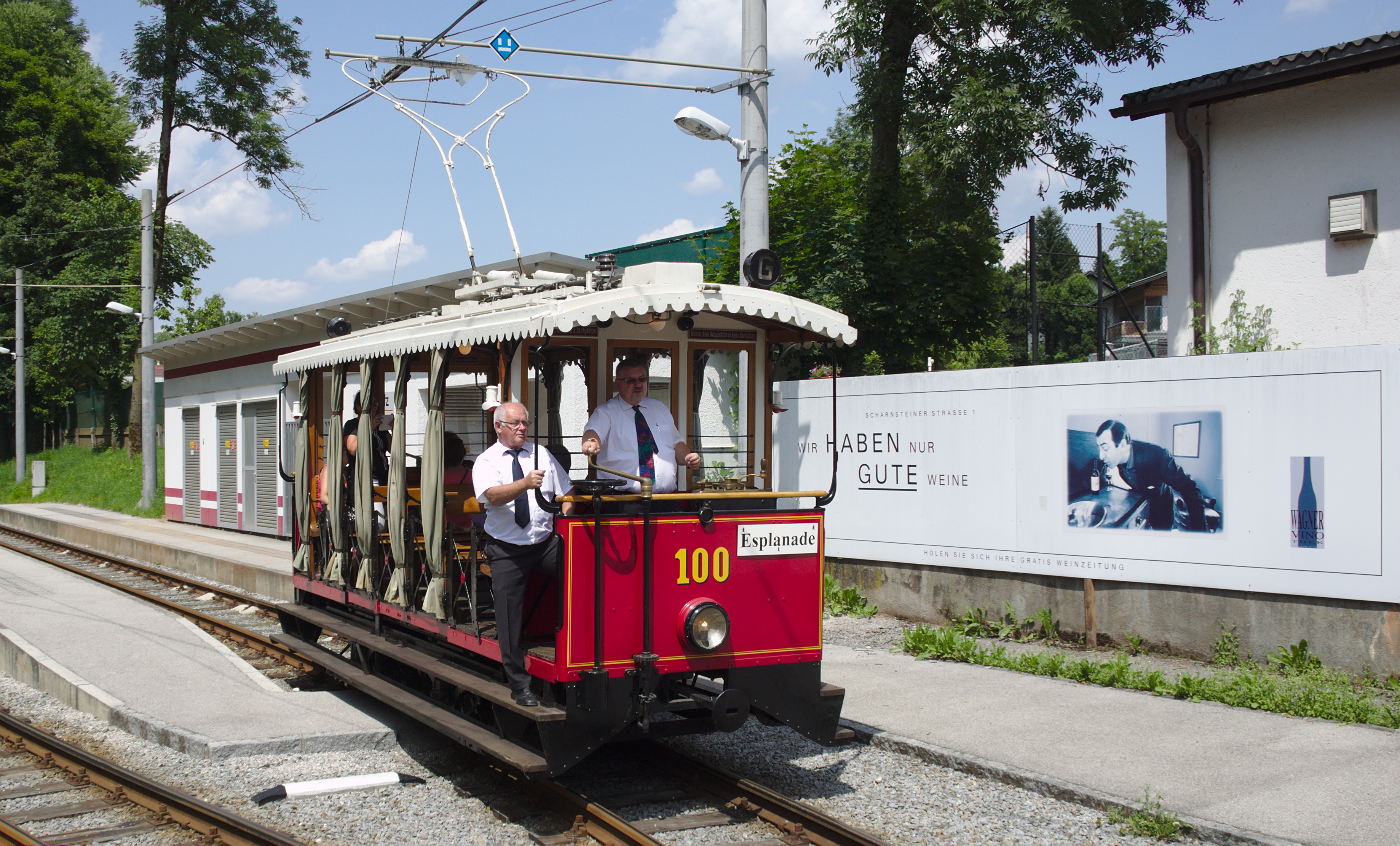
Sommerwagen GM 100 der Gmundner Straßenbahn, ex Pöstlingbergbahn (gebaut 1898)
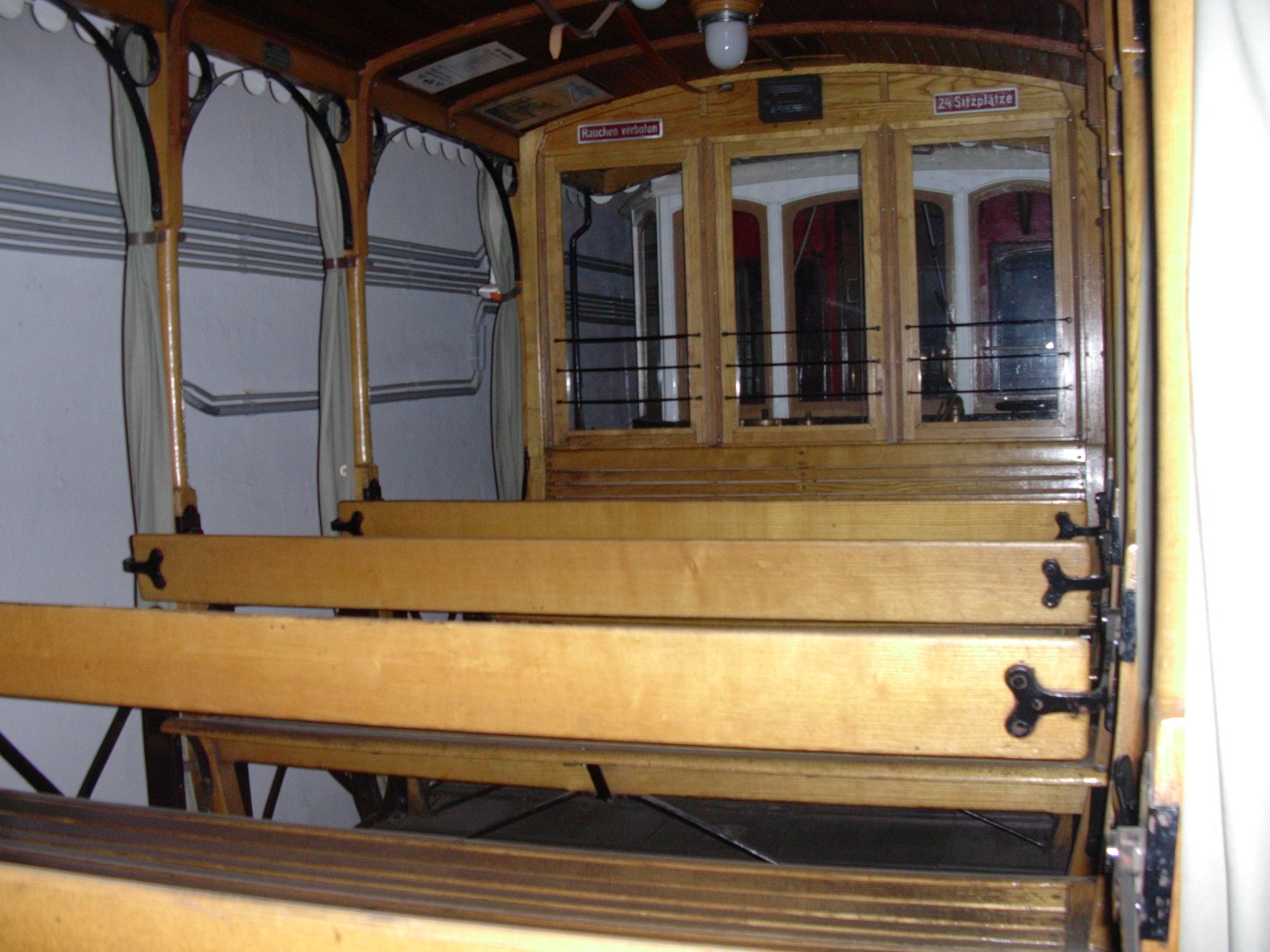
Inneneinrichtung des Gmundner Wagens
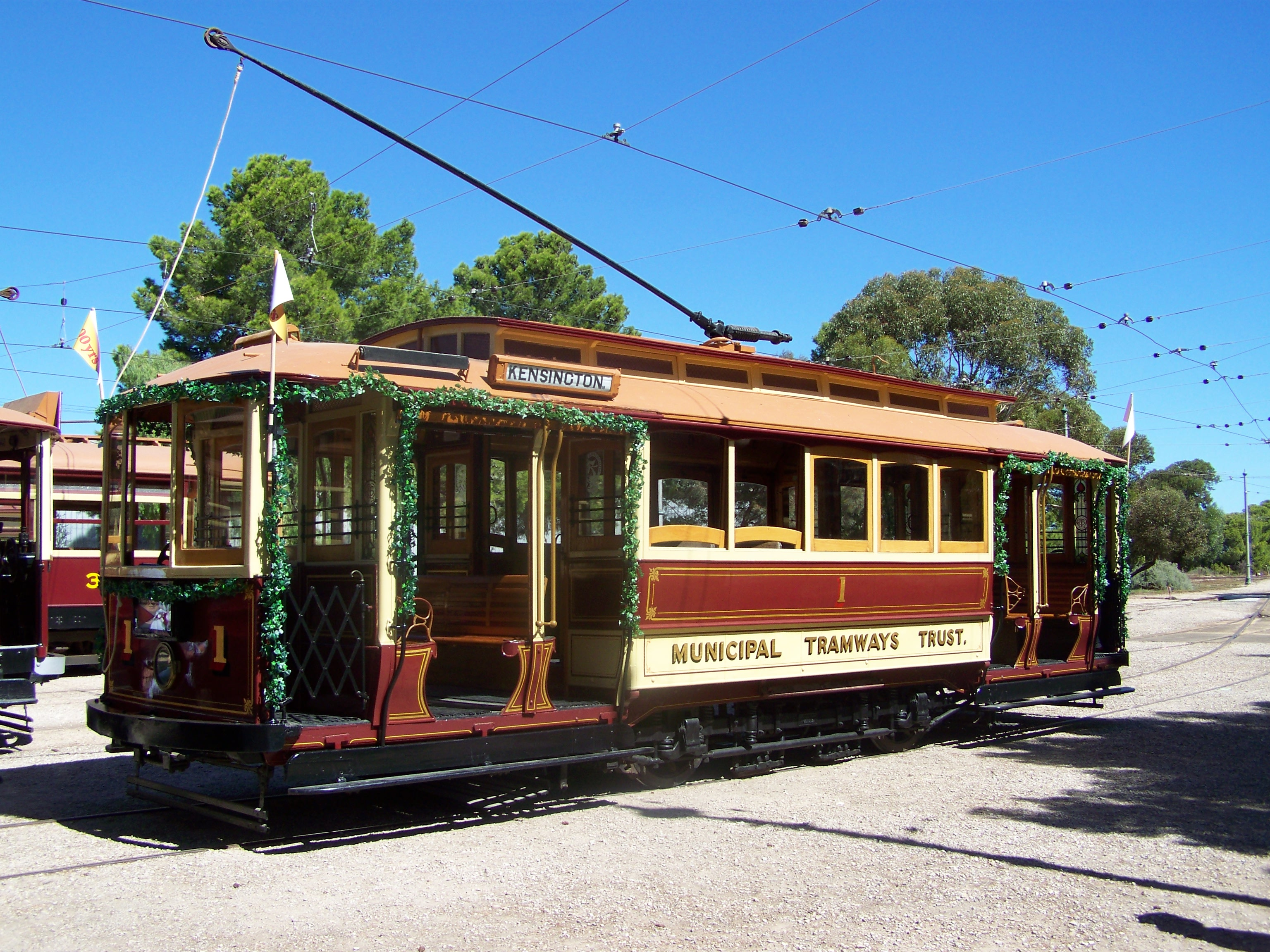
Partiell offener Wagen der Straßenbahn Adelaide
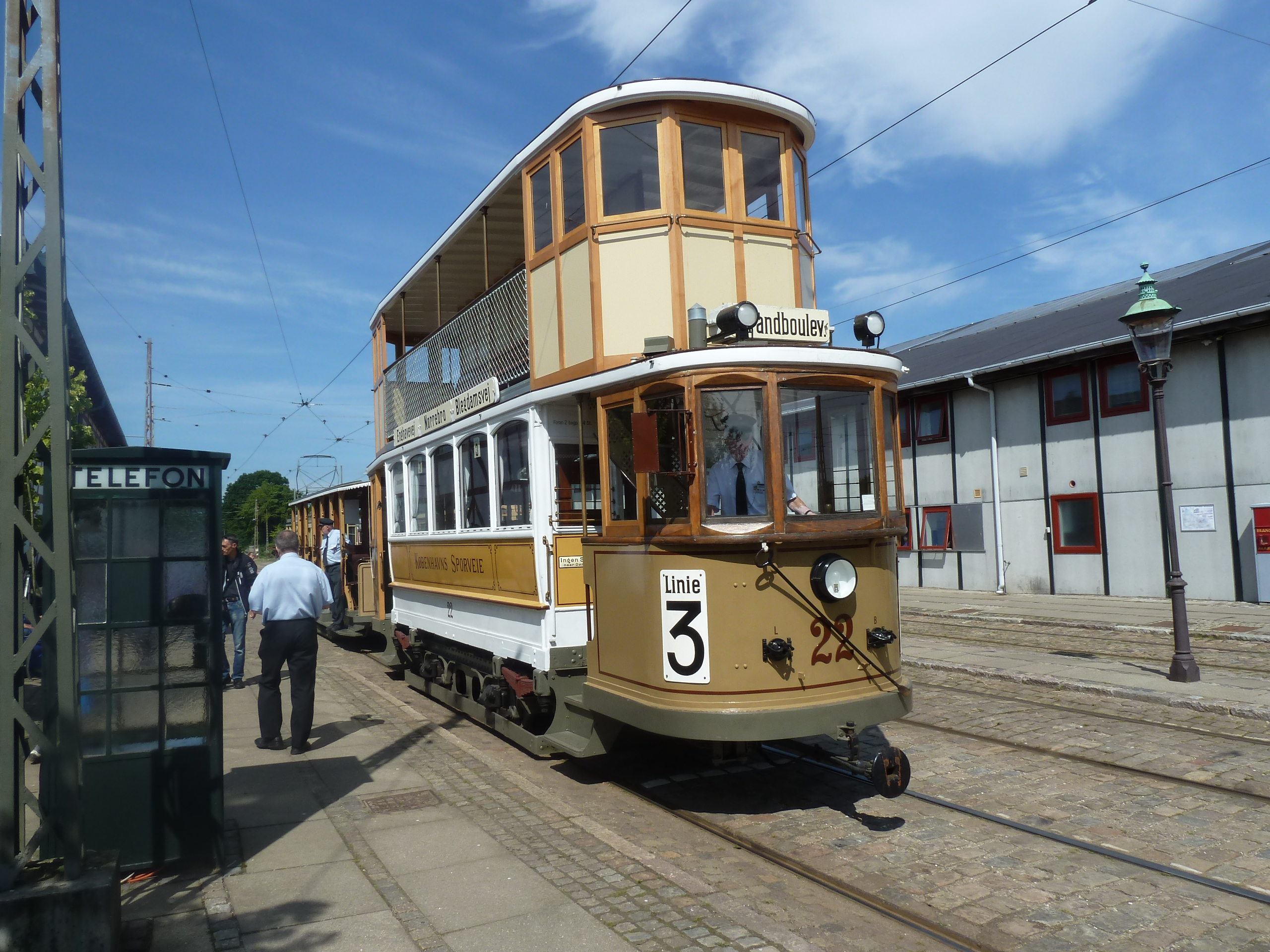
Decksitzwagen mit offenem Oberdeck (Kopenhagen)
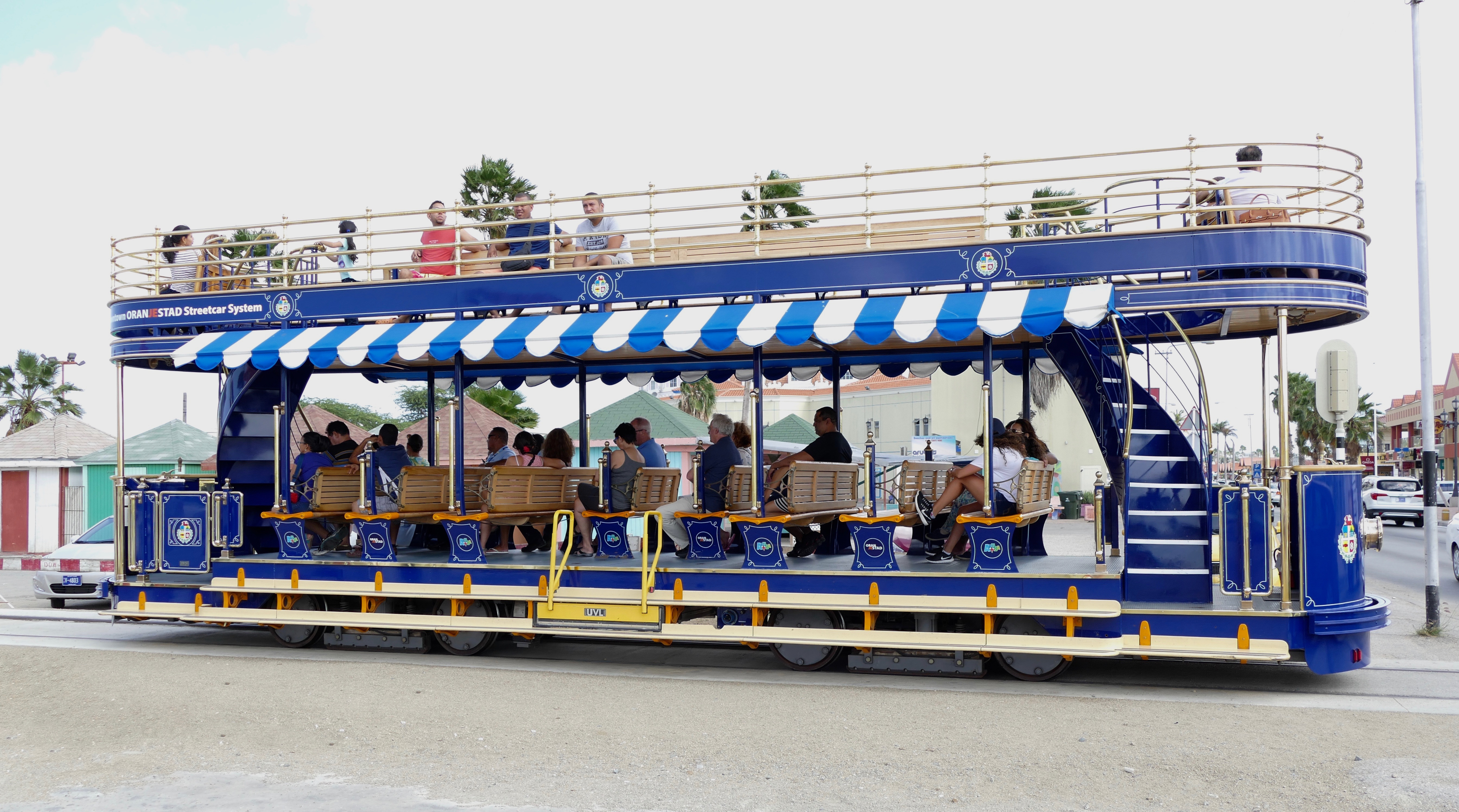
Moderner Doppelstock-Sommerwagen der Straßenbahn Oranjestad auf Aruba

Galerie Sommerbeiwagen

Leichter Herbrand-Pferdebahnwagen
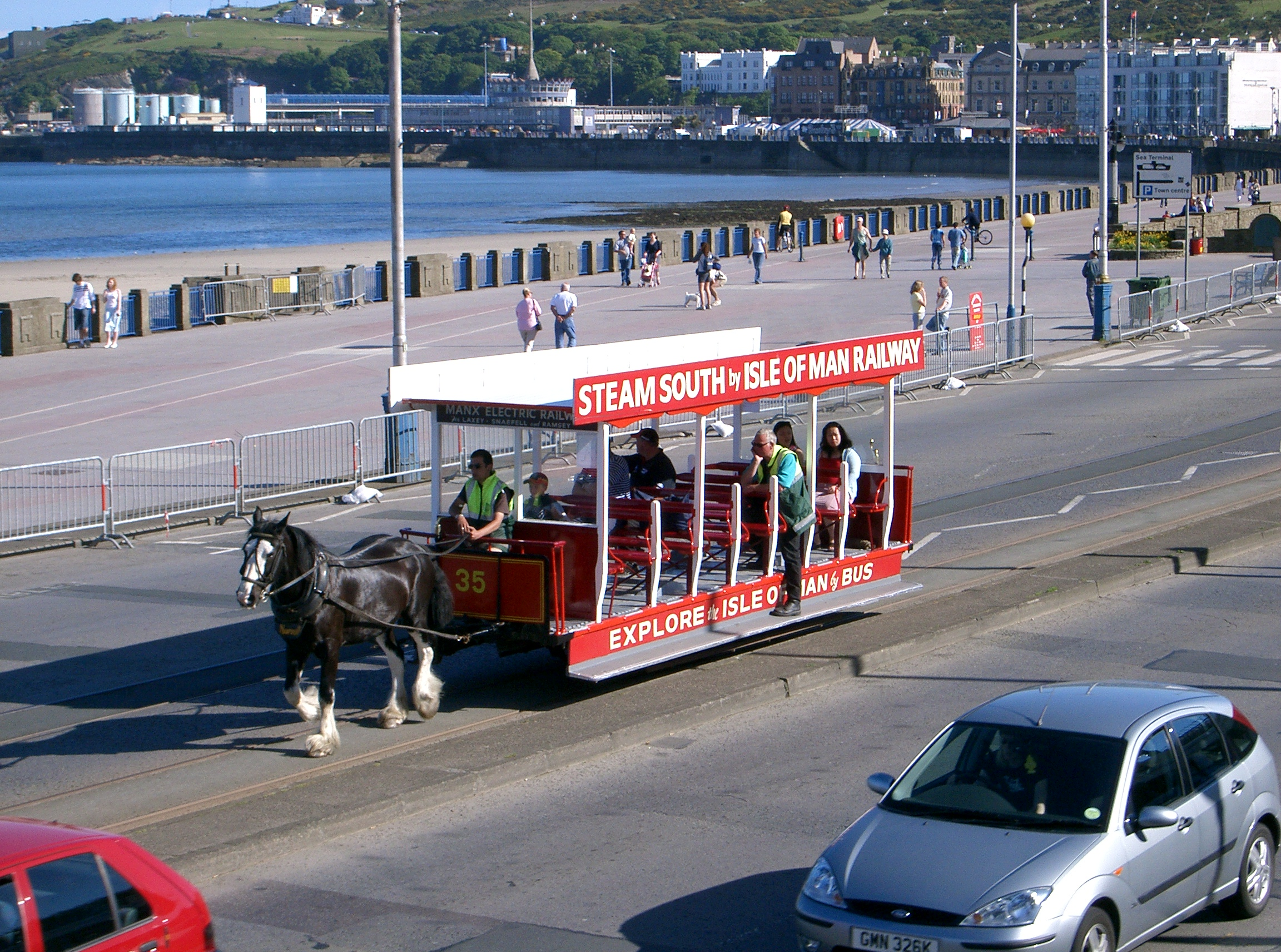
Touristische Pferdebahn auf der Isle of Man
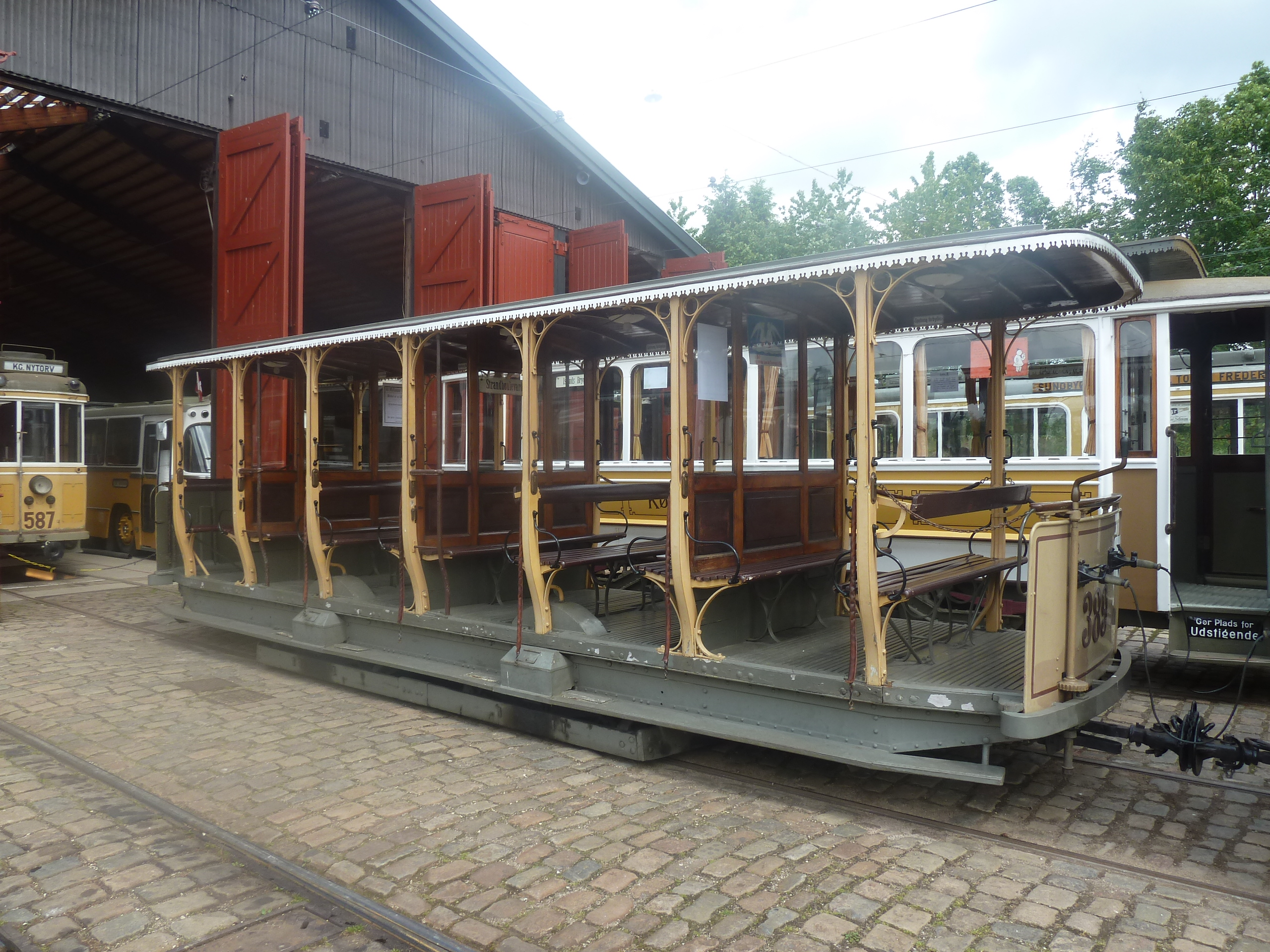
Museal erhaltener Wagen der Straßenbahn Kopenhagen
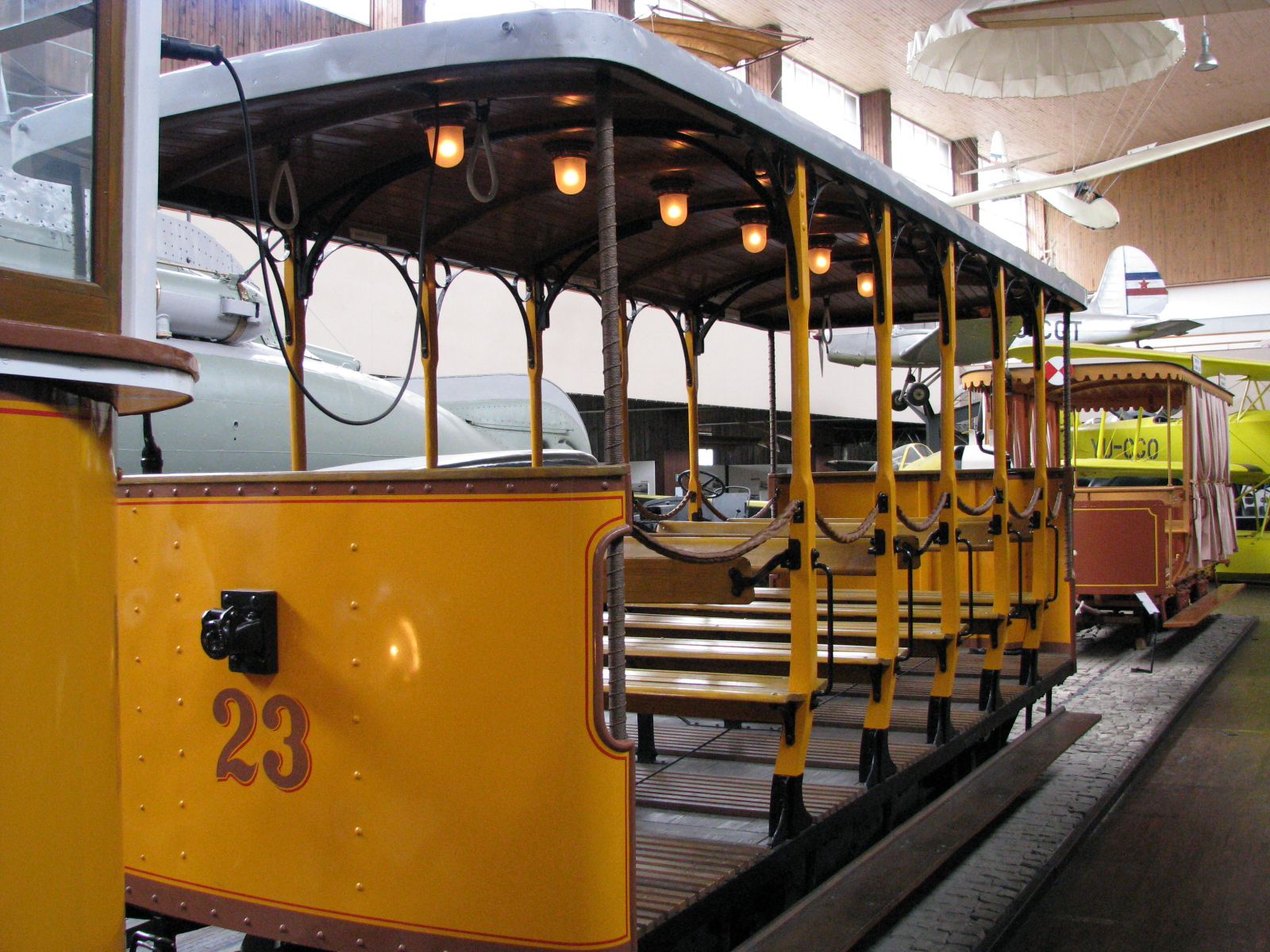
Sommerbeiwagen der ehemaligen Straßenbahn Dubrokvnik (Grazer Waggonfabrik 1912)

## Eisenbahn

### Nutzung aus wirtschaftlichen Gründen
Im Eisenbahnbereich waren offene Wagen im 19. Jahrhundert besonders bei den billigen Wagenklassen anzutreffen, was vor allem auf die günstige Produktion zurückzuführen war, so auch bei der Ludwigseisenbahn, der ersten deutschen Eisenbahn. Im frühen 20. Jahrhundert wurden auf vielen Nebenbahnen mit Sitzbänken versehene offene Güterwagen eingesetzt. Dies war oft die einzige Möglichkeit, um Verkehrsspitzen abzudecken, insbesondere wenn aufgrund abweichender technischer Normen keine Wagen von Nachbarbahnen angemietet werden konnten. Ferner gab es Wagen, deren Güterwagenaufbau im Sommer gegen einen Sommerwagenaufbau getauscht werden konnte. Hierbei handelte es sich um sogenannte Fakultativwagen.

### Nutzung aus touristischen Gründen
Sommerwagen findet man heute vor allem bei touristisch geprägten Bahnen mit starkem sommerlichen Ausflugsverkehr. Darunter meist Bergbahnen, Schmalspurbahnen, Parkeisenbahnen, Pioniereisenbahnen oder Feldbahnen mit Fahrbetrieb.
Bei den betreffenden Bahnen werden dafür meist in jüngerer Zeit adaptierte offene Güterwagen oder Untergestelle ehemaliger Personenwagen verwendet, das heißt Fahrzeuge mit festen Seitenwänden und Mittelgang. Teilweise werden die Sommerwagen bei Eisenbahnen als Aussichtswagen oder Panoramawagen bezeichnet oder als Cabriolets vermarktet. Im Gegensatz zu den historischen Straßenbahn-Sommerwagen fehlt bei letzteren oft das Wagendach um eine noch bessere Aussicht zu gewährleisten. Aus Sicherheitsgründen ist dies jedoch nur auf Strecken möglich, die nicht mit einer Oberleitung elektrifiziert sind.
Einer der Vorreiter war die Berninabahn, sie versah bereits Ende der 1920er-Jahre offene Güterwagen mit Sitzbänken. Zusätzlich erhielten sie Schutzbögen, um eine Gefährdung der Reisenden im Falle eines Fahrleitungsabrisses auszuschließen. Fünf dieser zweiachsigen Wagen sind bei der Rhätischen Bahn bis heute im Einsatz, ergänzt durch sieben neuere Umbauten aus ebenfalls zweiachsigen Gepäckwagen und einem vierachsigen Personenwagen. In Österreich wurden 1932 für die Mittenwaldbahn zwei ehemalige Wiener Stadtbahnwagen als Sommerwagen neu aufgebaut. In der Zwischenkriegszeit liefen – mit Erfolg – drei offene, auf Güterwagen basierende Sommerwagen (Aussichtswagen) auf der Mariazellerbahn. Auch sie besaßen ein Schutzgitter zum Schutz vor Fahrleitungsrissen. Einer der Wagen wurde vom Club Mh.6 originalgetreu restauriert und wird seit 2020 wieder eingesetzt.
Bei den sächsischen Schmalspurbahnen entstanden 1933 fünf Sommerwagen auf Basis ausgemusterter Reisezugwagen. Sie waren auf der Weißeritztalbahn, der Fichtelbergbahn und der Müglitztalbahn anzutreffen. Nach dem Zweiten Weltkrieg mussten sie aufgrund des Funkenflugs der dann üblichen Braunkohlefeuerung ausgemustert werden.
In der Gegenwart setzen unter anderen die Appenzeller Bahnen, die Brienz-Rothorn-Bahn, die Schynige Platte-Bahn, die Dampfbahn Furka-Bergstrecke, die Lößnitzgrundbahn, die Achenseebahn, die Pinzgauer Lokalbahn oder die Ligne de Cerdagne Sommerwagen ein. Außerdem existieren auch Standseilbahnen beziehungsweise Schrägaufzüge mit offenen Wagen, beispielsweise die Stanserhornbahn, die Bürgenstock-Bahn, die Gelmerbahn, die Giessbachbahn, die Drahtseilbahn Interlaken–Heimwehfluh sowie die Oberweißbacher Bergbahn.

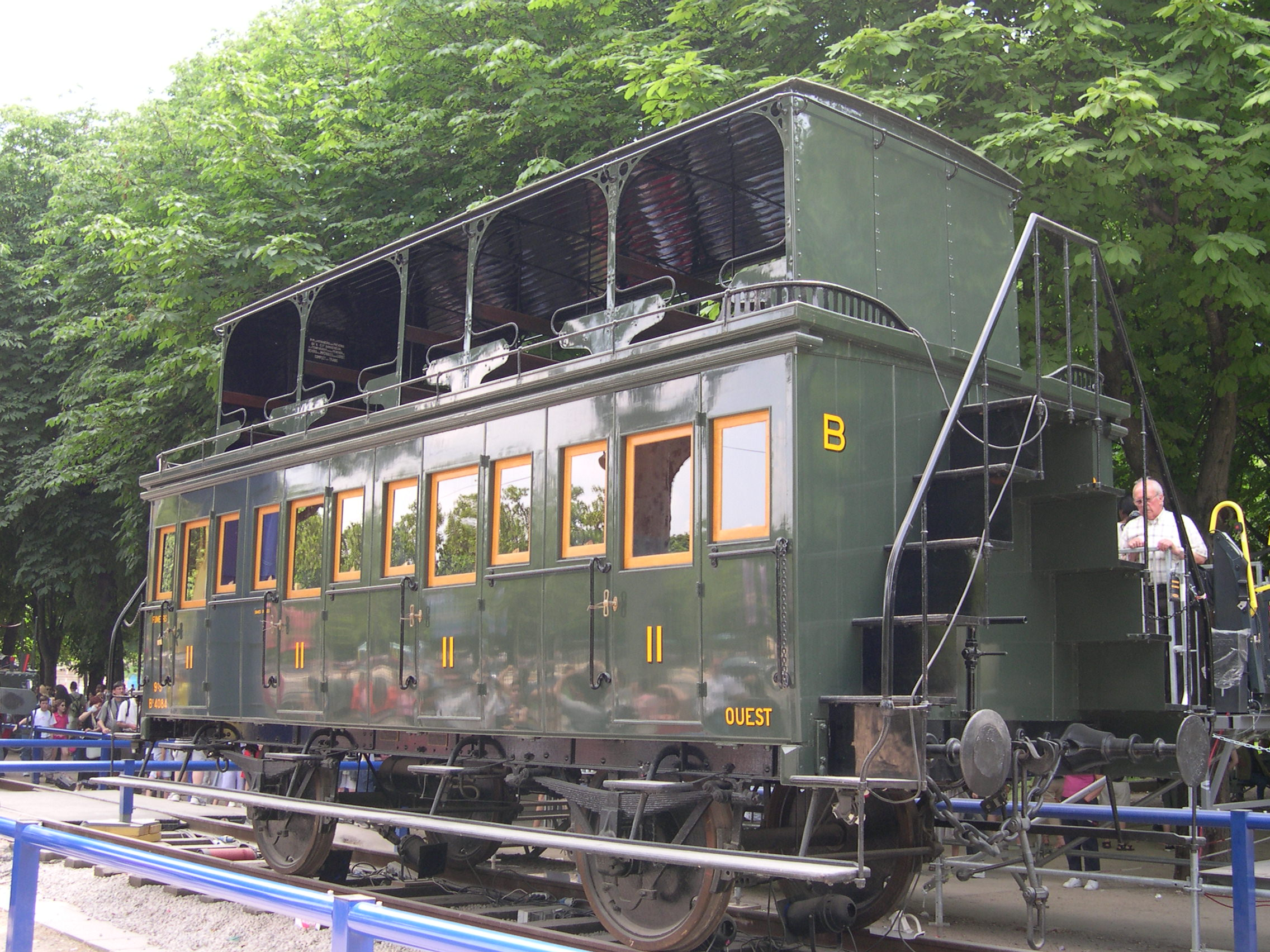
Französischer Decksitzwagen mit offenem Oberdeck
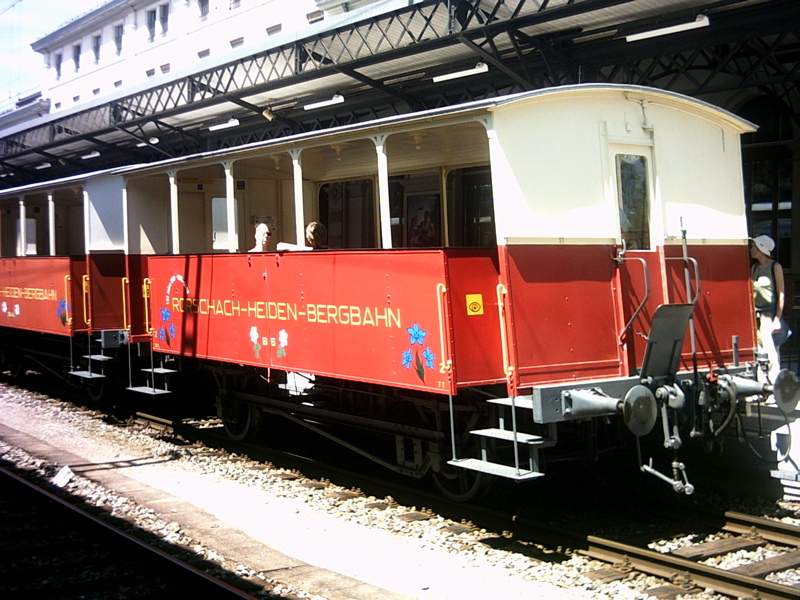
Seit mehr als hundert Jahren eingesetzter Sommerwagen auf der Rorschach-Heiden-Bergbahn, Baujahr 1875
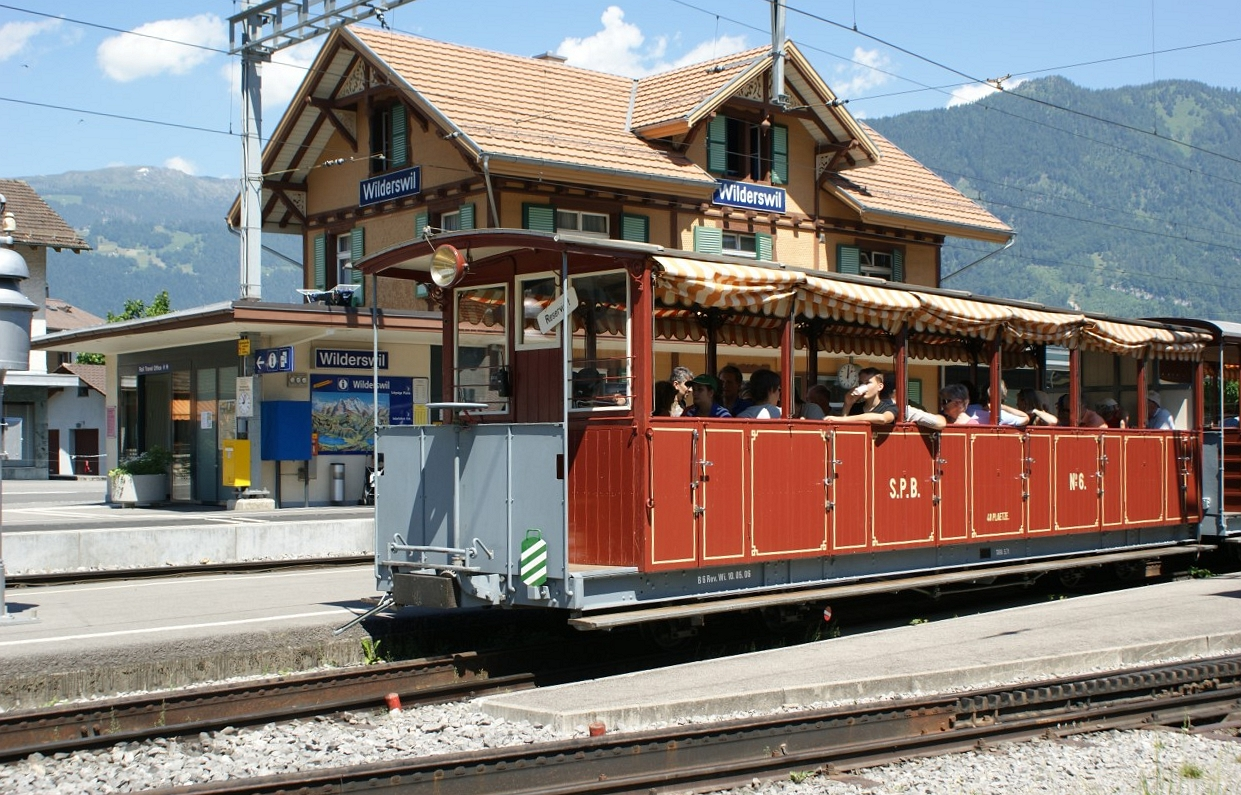
Nach historischen Grundsätzen restaurierter Sommerwagen der Schynige Platte-Bahn
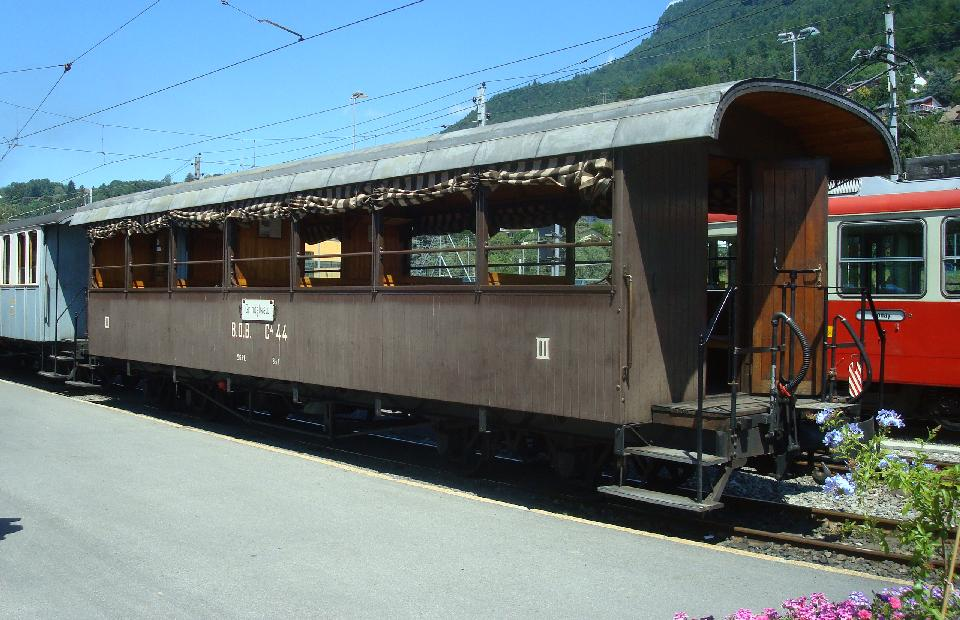
Sommerwagen der Berner Oberland-Bahnen, Wagenkasten von 1926 gegen Güterwagenaufbau tauschbar, ursprünglich ein Fakultativwagen
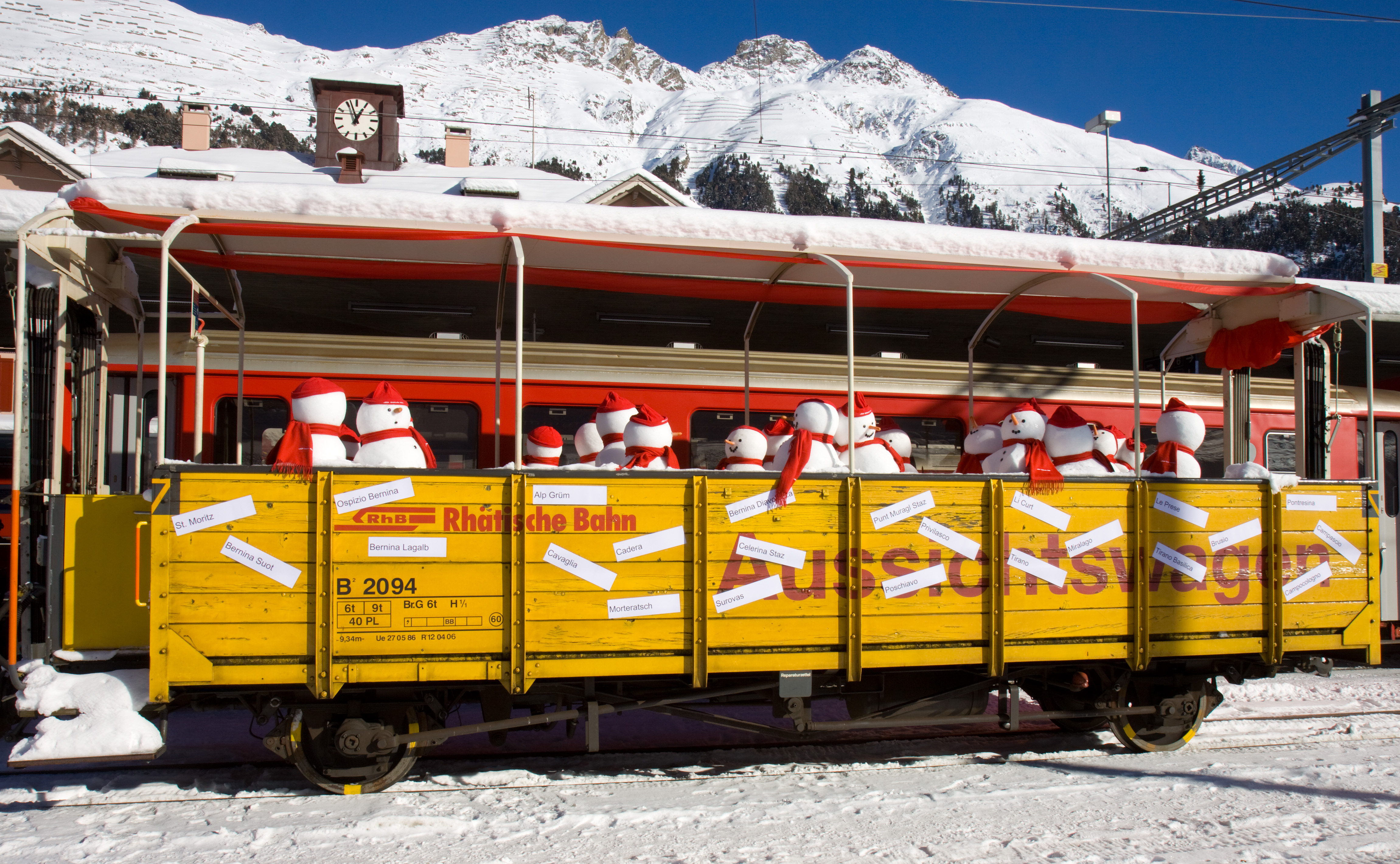
Offener Güterwagen der früheren Berninabahn, heute Aussichtswagen der Rhätischen Bahn
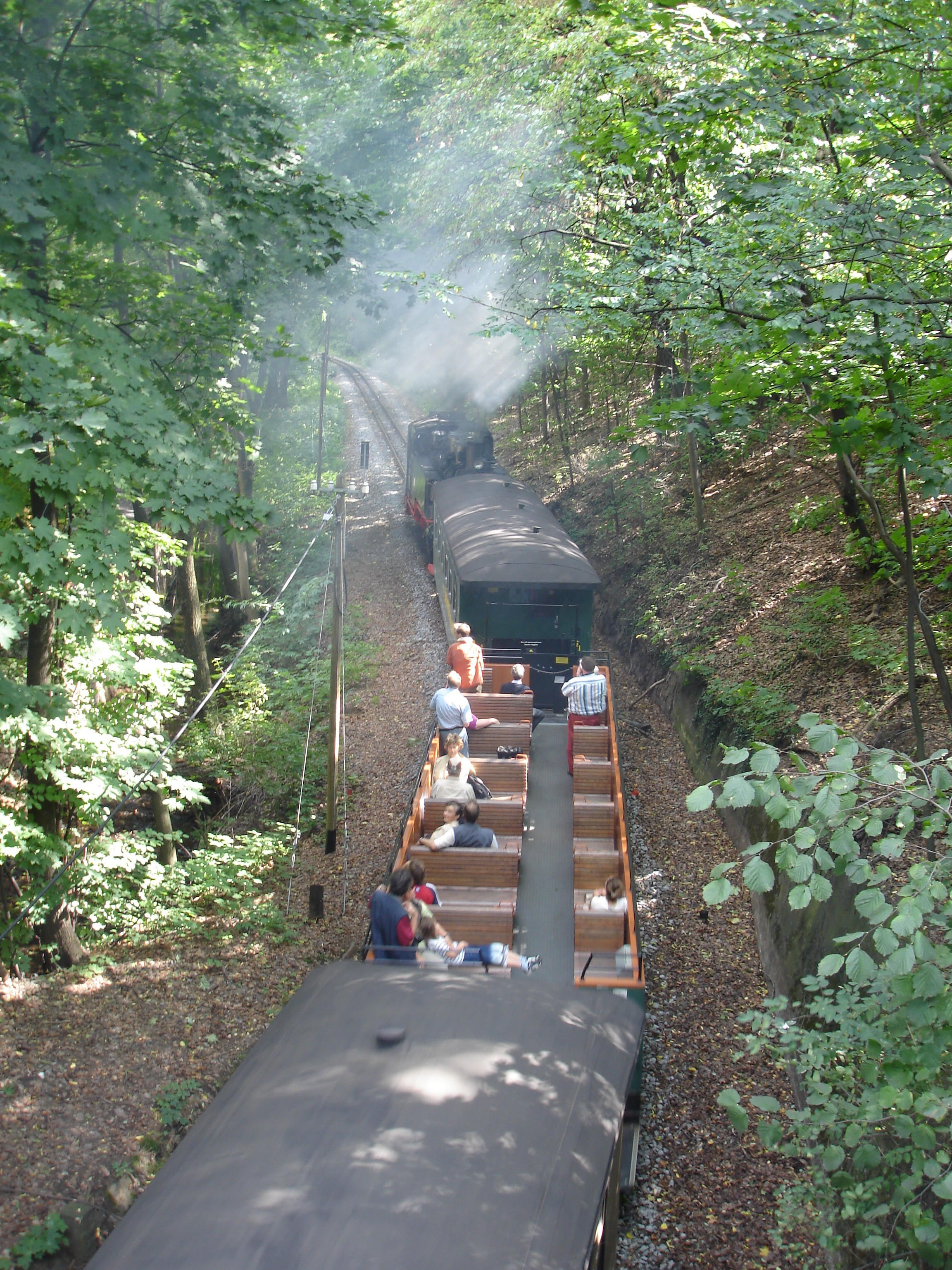
Gänzlich offener Wagen bei der Lößnitzgrundbahn
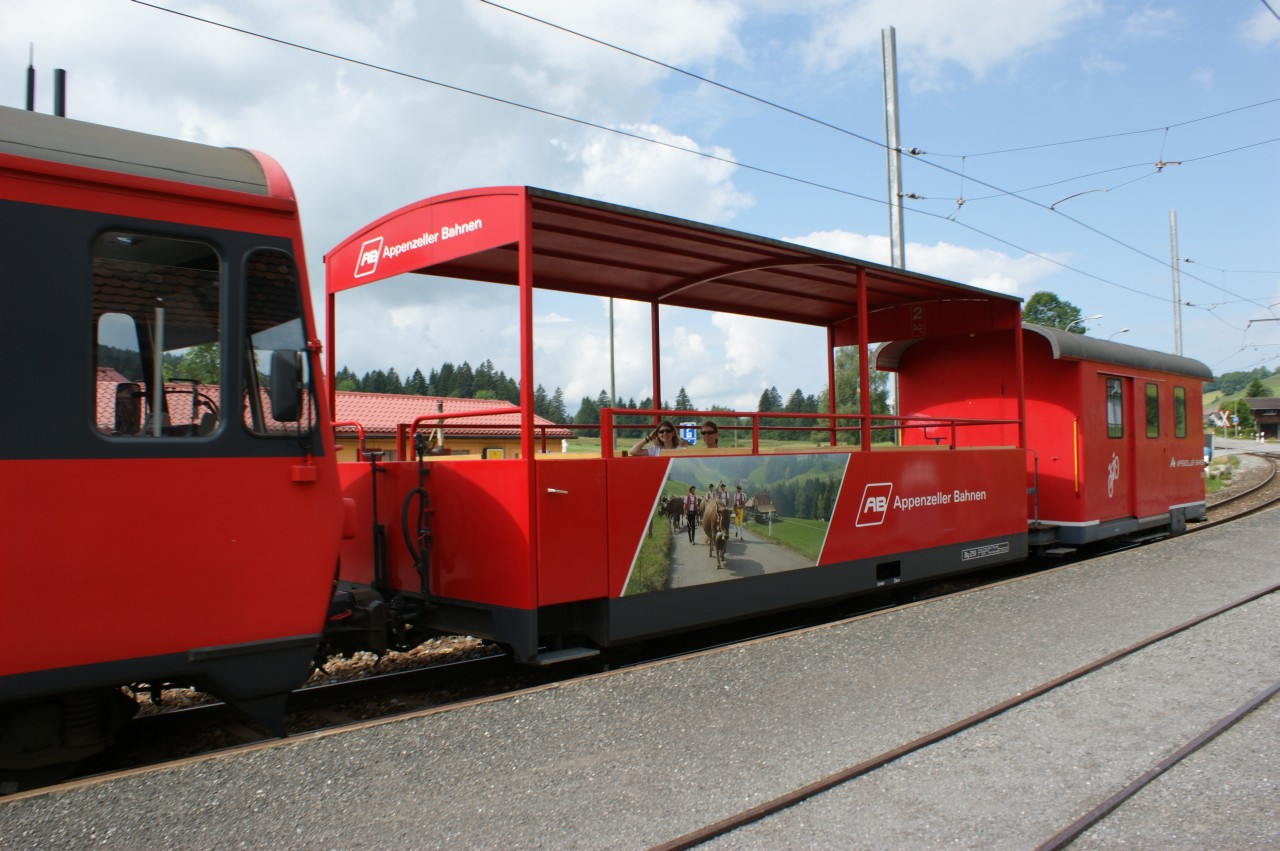
Moderne Konstruktion der Appenzeller Bahnen
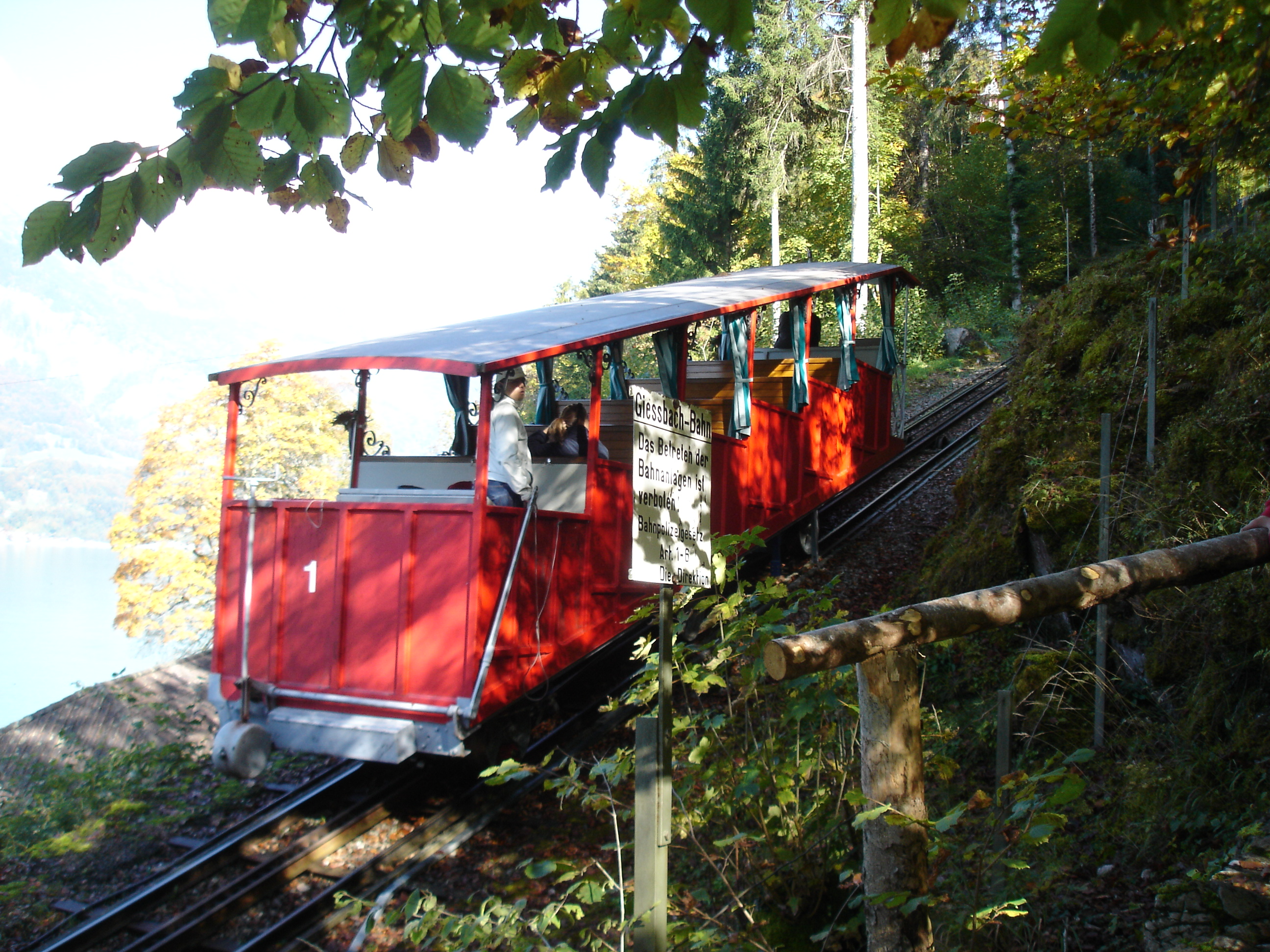
Offener Standseilbahnwagen der Giessbachbahn
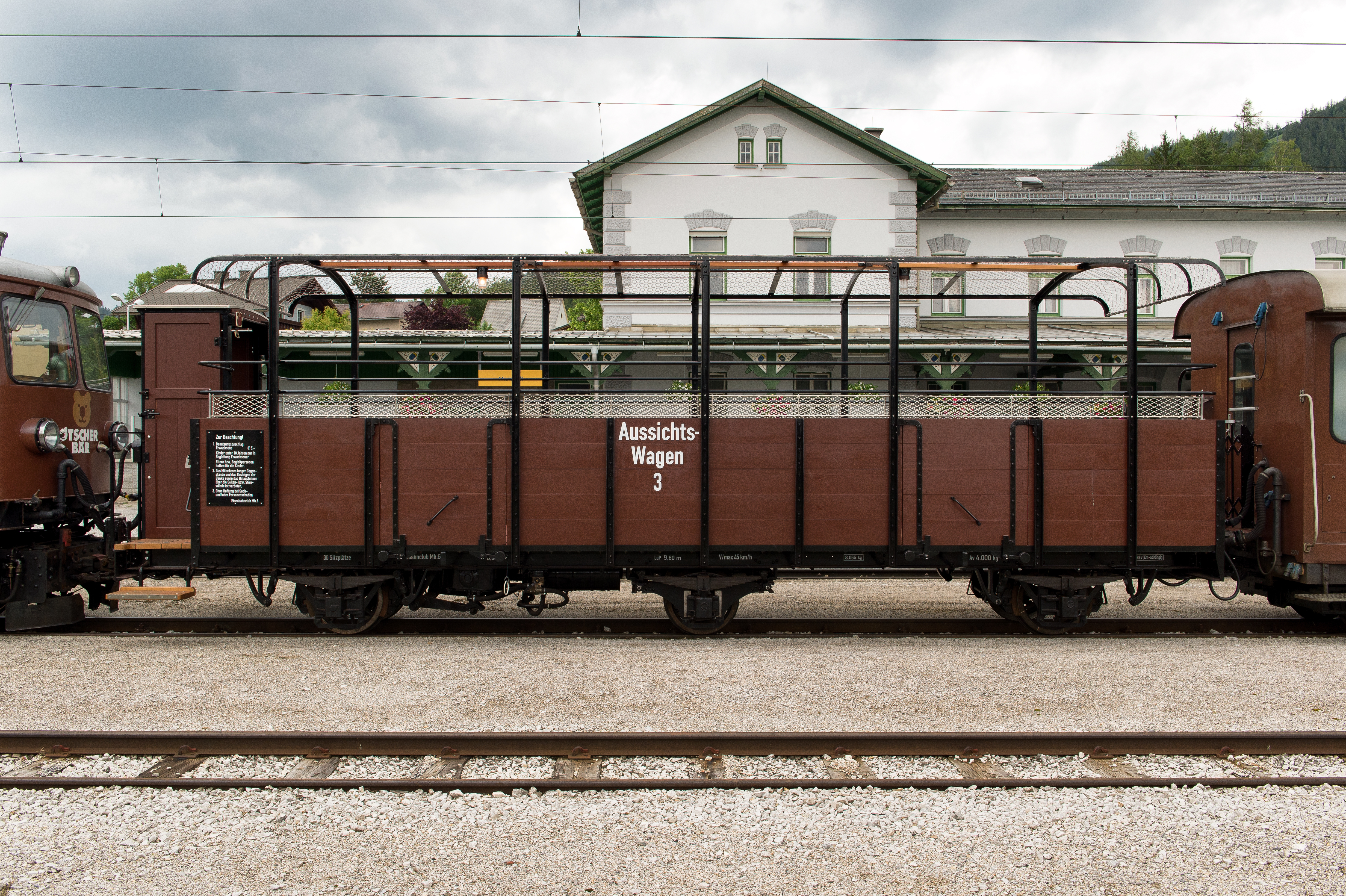
Ab 1931 wurden auf der schmalspurigen Mariazellerbahn dreiachsige, aus Güterwagen umgebaute Sommerwagen eingesetzt. Wagen A3 wurde 2020 wieder restauriert.